# Onorificenze slovacche
Elenco delle onorificenze e degli ordini di merito e cavallereschi distribuiti dalla Slovacchia.

## Ordini cavallereschi
| Nastro | Onorificenza                     |
| ------ | -------------------------------- |
|        | Ordine della Doppia croce bianca |
|        | Ordine di Andrej Hlinka          |
|        | Ordine di Ľudovít Štúr           |

## Medaglie militari e di benemerenza
| Nastro | Onorificenza                                      |
| ------ | ------------------------------------------------- |
|        | Croce di Pribina                                  |
|        | Croce di Milan Rastislav Štefánik                 |
|        | Medaglia del presidente della repubblica slovacca |
|        | Medaglia al coraggio                              |